# Powrót z balu
Powrót z balu (znany także pod tytułem Sanna) – obraz Józefa Chełmońskiego wykonany w technice olejnej na płótnie w 1879 roku, znajdujący się w zbiorach Muzeum Śląskiego w Katowicach.

## Historia
Powrót z balu powstał w 1879 roku w Paryżu. Obraz znajdował się w zbiorach Aleksandra Kahanowicza w Warszawie, a w 1928 roku został zakupiony przez Muzeum Śląskie w Domu Sztuki w Warszawie. W 1939 roku, wraz z całą kolekcją muzeum, obraz przeniesiono do Muzeum Górnośląskiego w Bytomiu, znajdującego się wówczas na terenie objętym niemiecką okupacją. Do zbiorów Muzeum Śląskiego powrócił w 1988 roku po restytucji przeprowadzonej w 1984 roku.  

## Opis
Obraz przedstawia scenę powrotu saniami z balu zimową porą. W saniach znajduje się młoda kobieta ubrana w kożuch i czapkę. Oparta o siedzenie, spogląda półsennym wzrokiem w dal. Saniami powozi mężczyzna – pochylony, z mocno zaciśniętymi na lejcach i bacie dłońmi. Ma na sobie płaszcz i pelerynę, która unosi się wysoko w powietrzu. Głowę okrywa mu futrzany czepek. Kulig ciągnięty jest przez dwa kare konie, które galopują przez ośnieżoną, błotnistą drogę.   

## Analiza

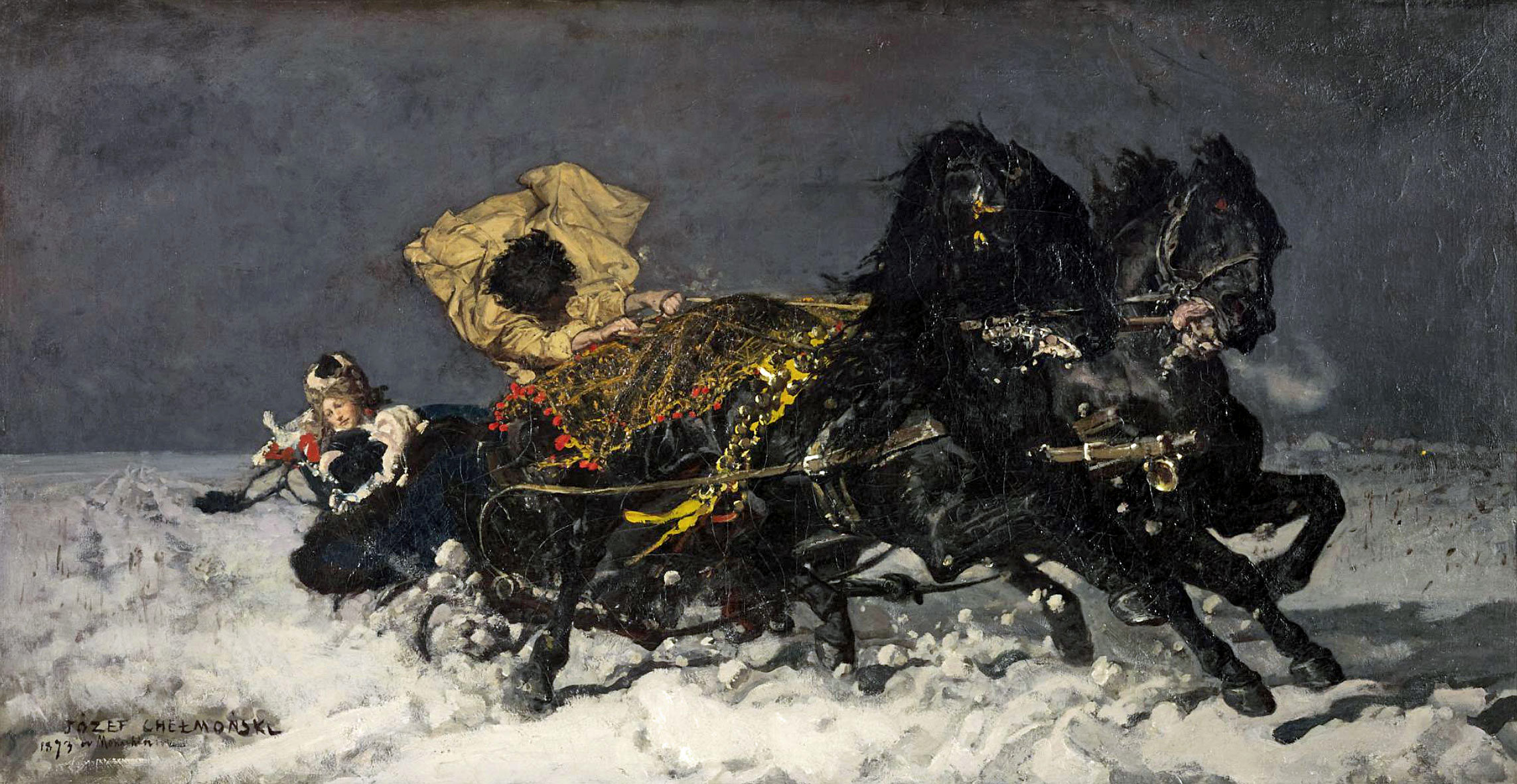
Józef Chełmoński, Powrót z balu, 1873, kolekcja prywatna

Józef Chełmoński zasłynął z przedstawień zaprzęgów ciągniętych przez trzy lub cztery konie, tzw. trójek i czwórek, które poprzedzały sceny dwukonnych kuligów. Powrót z balu jest repliką takiego obrazu z 1873 roku, który przyniósł artyście rozgłos i uznanie. Tak monachijski obraz opisywał Stanisław Witkiewicz:  
Na ścianach wystawy [...] wśród bezbarwnego spokoju, czerniły się potężne karki olbrzymich karych koni, powiewały ogony i grzywy, rzucały się kopyta, krwawiły się oczy i nozdrza, leciała w powietrzu peleryna furmańskiego płaszcza; – wszystko na tle ciemnego nieba, od którego odbijała twarz jasnej dziewczyny, siedzącej w sankach. <<Za dużo życia!>> – wołała publiczność niemiecka, jedyna zapewne na świecie, dla której może być za dużo światła, barwy, ruchu – za dużo życia w obrazie! 
Paryski obraz powtarza układ kompozycyjny i ma zbliżone wymiary do pierwowzoru, przez co był często z nim mylony w literaturze. Oba przedstawienia cechuje dynamizm – artyście udało się przedstawić siłę i szybkość galopujących koni. Żywiołowy temperament zwierząt został ukazany poprzez napięte mięśnie, rozwiane grzywy, rozszerzone nozdrza oraz pianę wydobywającą się z pysków. Pośpiech uwidocznił się w poderwanych przez wiatr strojach pasażerów. Wrażenie ruchu potęguje diagonalne usytuowanie sceny oraz kontrast kolorystyczny – ciemnozielone sanie ciągnięte przez czarne sylwetki koni wyraźnie odcinają się od szaro-błękitnego nieba i śniegu. 

## Wystawy
Powrót z balu jest prezentowany na wystawie stałej Muzeum Śląskiego w Katowicach – w Galerii polskiej sztuki nowoczesnej 1800-1945. Obraz bywa również wypożyczany na wystawy przekrojowe oraz monograficzne poświęcone twórczości Józefa Chełmońskiego. O to wybrane z nich:
- Wielcy artyści na sześćdziesięciolecie Muzeum w Tarnowskich Górach, 16.01 – 18.03.2018, Muzeum w Tarnowskich Górach,
- Józef Chełmoński, 27.09.2024 – 02.02.2025, Muzeum Narodowe w Warszawie,
- Józef Chełmoński 1894-1914, 07.03 – 13.07.2025, Muzeum Narodowe w Poznaniu[8][9][10].